# Phú Hội, Nhơn Trạch
Phú Hội là một xã và là huyện lỵ của huyện Nhơn Trạch, tỉnh Đồng Nai, Việt Nam.
Xã Phú Hội có diện tích 19,16 km², dân số năm 1999 là 7.680 người, mật độ dân số đạt 401 người/km².

## Hành chính
Xã Phú Hội được chia thành 4 ấp: Đất Mới, Phú Mỹ 1, Phú Mỹ 2, Xóm Hố.